# Coppa Ronchetti 1979-1980
L'edizione 1979-1980 della Coppa europea Liliana Ronchetti è stata la nona della seconda competizione europea per club di pallacanestro femminile organizzata dalla FIBA Europe. Si è svolta tra il 31 ottobre 1979 al 18 marzo 1980.
Vi hanno partecipato ventuno squadre. Il titolo è stato conquistato dal KK Monting, in finale sul DFS Maritza, al termine di una finale in gara unica a Pernik.

## Turno preliminare
| Squadra 1                | Totale | Squadra 2          | Andata  | Ritorno |
| ------------------------ | ------ | ------------------ | ------- | ------- |
| Scandinavian HomesSolent | 96-164 | Vacaciones-Spantax | 50 - 86 | 46 - 78 |

## Ottavi di finale
| Squadra 1              | Totale  | Squadra 2            | Andata   | Ritorno |
| ---------------------- | ------- | -------------------- | -------- | ------- |
| Vacaciones-Spantax     | 126-152 | A.S. Montferrandaise | 61 - 73  | 65 - 79 |
| Tungsram S.C. Budapest | 189-135 | Racing Basket        | 109 - 73 | 80 - 62 |
| Hapoel Haifa           | 94-113  | Amicale Merelbeke    | 48 - 60  | 46 - 53 |
| BBC Koksyde            | 138-154 | Stade français       | 73 - 76  | 65 - 78 |
| DSC Tigers             | 149-167 | DJK Agon 08          | 85 - 89  | 64 - 78 |
| ZKK Vozdovac           | 159-139 | UFO Schio            | 102 - 82 | 57 - 58 |
| UBLV Wien              | 101-180 | BP Spartacus         | 59 - 87  | 42 - 93 |
| ZKK Bosna              | 0-40    | BK Slavia Sofia      | 0 - 20   | 0 - 20  |

## Gruppi quarti di finale

### Gruppo A
| Pos | Squadra               | G | V | P | PF  | PS  | DP  | Qualificazione              |       | MAR    | SSR   | DAG   |
| --- | --------------------- | - | - | - | --- | --- | --- | --------------------------- | ----- | ------ | ----- | ----- |
| 1   | DFS Maritza           | 4 | 3 | 1 | 342 | 283 | +59 | Qualificata alle semifinali |       | —      | 98–75 | 81–44 |
| 2   | Società Sportiva Roma | 4 | 2 | 2 | 327 | 322 | +5  |                             |       | 99–100 | —     | 81–58 |
| 3   | DJK Agon 08           | 4 | 1 | 3 | 233 | 297 | −64 |                             | 81–58 | 66–72  | —     |       |

### Gruppo B
| Pos | Squadra              | G | V | P | PF  | PS  | DP  | Qualificazione              |       | KMO   | MON   | BSP   |
| --- | -------------------- | - | - | - | --- | --- | --- | --------------------------- | ----- | ----- | ----- | ----- |
| 1   | KK Monting           | 4 | 3 | 1 | 311 | 314 | −3  | Qualificata alle semifinali |       | —     | 88–86 | 72–68 |
| 2   | A.S. Montferrandaise | 4 | 2 | 2 | 294 | 281 | +13 |                             |       | 82–67 | —     | 66–45 |
| 3   | BP Spartacus         | 4 | 1 | 3 | 272 | 282 | −10 |                             | 78–84 | 81–60 | —     |       |

### Gruppo C
| Pos | Squadra                 | G | V | P | PF  | PS  | DP   | Qualificazione              |       | ZVO   | LSS   | AME   |
| --- | ----------------------- | - | - | - | --- | --- | ---- | --------------------------- | ----- | ----- | ----- | ----- |
| 1   | ZKK Vozdovac            | 4 | 3 | 1 | 311 | 276 | +35  | Qualificata alle semifinali |       | —     | 84–76 | 82–62 |
| 2   | BC Levski Spartak Sofia | 4 | 3 | 1 | 310 | 242 | +68  |                             |       | 70–63 | —     | 92–41 |
| 3   | Amicale Merelbeke       | 4 | 0 | 4 | 225 | 328 | −103 |                             | 68–77 | 54–72 | —     |       |

### Gruppo D
| Pos | Squadra                | G | V | P | PF  | PS  | DP  | Qualificazione              |       | SSO   | TSB   | SFR   |
| --- | ---------------------- | - | - | - | --- | --- | --- | --------------------------- | ----- | ----- | ----- | ----- |
| 1   | BK Slavia Sofia        | 4 | 3 | 1 | 272 | 261 | +11 | Qualificata alle semifinali |       | —     | 71–69 | 68–55 |
| 2   | Tungsram S.C. Budapest | 4 | 2 | 2 | 279 | 255 | +24 |                             |       | 85–60 | —     | 62–58 |
| 3   | Stade français         | 4 | 1 | 3 | 231 | 266 | −35 |                             | 52–73 | 66–63 | —     |       |

## Semifinali
| Squadra 1       | Totale  | Squadra 2    | Andata  | Ritorno |
| --------------- | ------- | ------------ | ------- | ------- |
| KK Monting      | 160-156 | ZKK Vozdovac | 92 - 66 | 68 - 90 |
| BK Slavia Sofia | 135-157 | DFS Maritza  | 67 - 69 | 68 - 88 |

## Finali
| Pernik 18 marzo 1980 Gara unica | Zrinjevac | 82 – 74 (48-38, 34-36) referto | Maritza Plovdiv |  |